# Tarte flambée

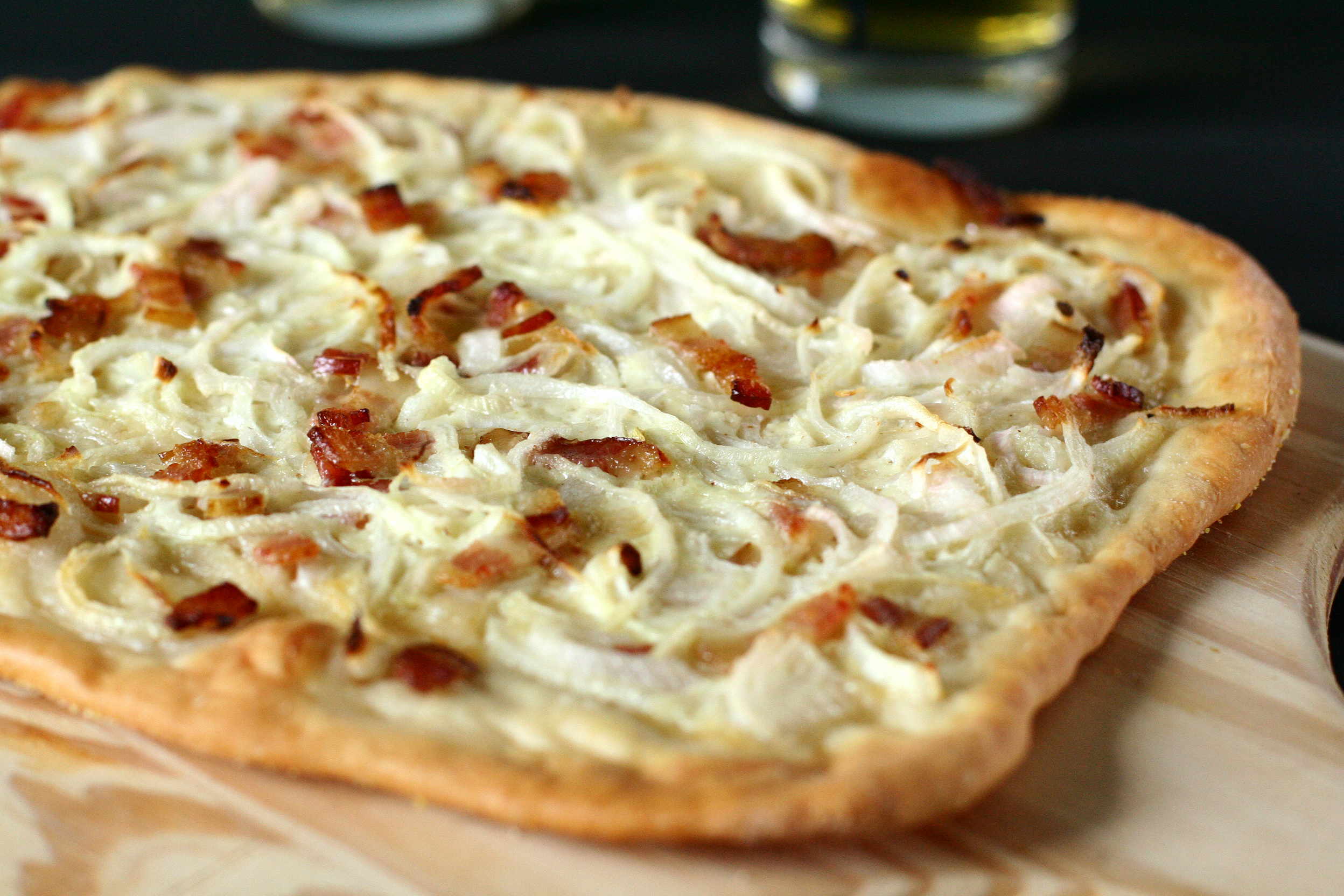
Tarte flambée

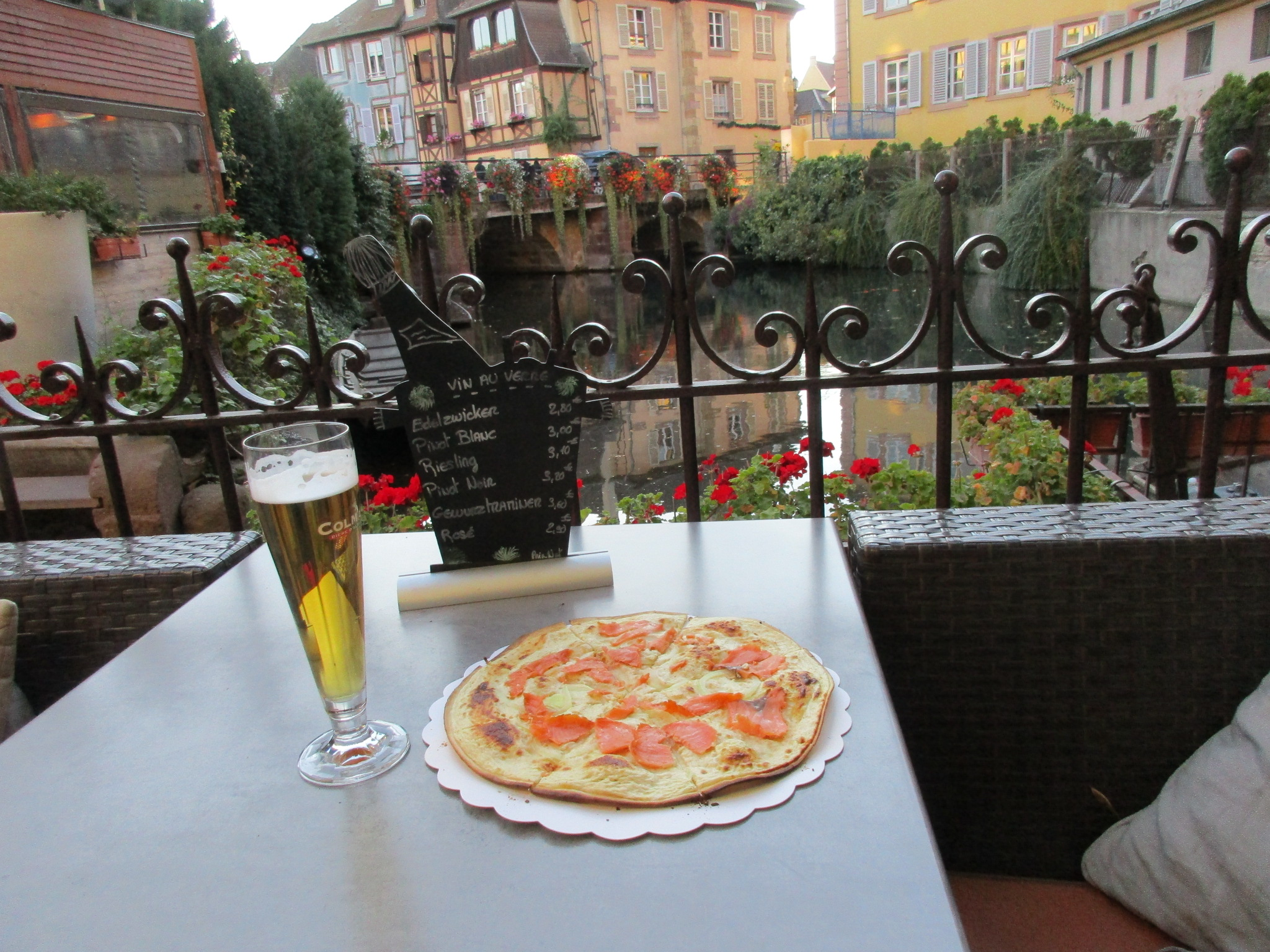
Tarte flambée met zalm in Colmar

Een tarte flambée is een gerecht uit de Elzas, de Palts en Baden. De tarte flambée heeft een bodem van dun brooddeeg die met crème fraîche, uien en reepjes spek is belegd. Afhankelijk van het gebied is de naam van dit gerecht flammekueche (Elzassisch), Flammkuchen (Duits) of tarte flambée (Frans).

## Varianten
Er zijn vele variaties van het originele recept, zowel wat betreft het deeg als het beleg. In sommige delen van de Elzas wordt de crème fraîche vervangen door Bibbeliskäs (kwark) of door een mengsel van Bibbeliskäs en crème fraîche. Quiche is een enigszins verwant gerecht.

## Achtergrond
Tot de opkomst van de pizza in de jaren 60 was de tarte flambée een gerecht dat vooral op het platteland werd bereid. Daar werd de tarte flambée vaak gebruikt om de hitte van een houtgestookte oven te testen. Het gerecht ontleent zijn naam aan deze methode van bakken.